# Ambassade du Venezuela en Chine
L'ambassade du Venezuela en Chine est la représentation diplomatique de la république bolivarienne du Venezuela auprès de la Chine. Elle est située au 14, rue Sanlitun à Beijing, la capitale du pays. Le dernier ambassadeur a été, entre octobre 2020 et août 2021, Félix Plasencia, ancien ministre du Tourisme et du Commerce extérieur de son pays de 2019 à 2020.

## Ambassadeurs du Venezuela en Chine
| Date de nomination               | Date de remise des lettres de créance | Ambassadeur (a) ou chargé d'affaires (ca) |
| -------------------------------- | ------------------------------------- | ----------------------------------------- |
| 19 août 2021                     |                                       | vacant                                    |
| 25 octobre 2020                  |                                       | Félix Plasencia (a)                       |
| 27 mai 2013                      |                                       | Iván Antonio Zerpa Guerrero (a)           |
| 24 septembre 2004                |                                       | Rocio Maneiro González (a)                |
| 16 février 2001                  |                                       | Juan de Jesus Montilla Saldivia (a)       |
| 15 mai 1998                      |                                       | Jocelyn Henríquez de King (a)             |
| 19 octobre 1991                  |                                       | Luis Eduardo Soto Álvarez (a)             |
| 29 novembre 1985-19 octobre 1991 |                                       | Leonardo Díaz-González (a)                |
| 6 juillet 1979                   |                                       | Régulo Burelli Rivas (a)                  |
| 12 décembre 1975-3 octobre 1977  |                                       | José de Jesus Sanchez Carrero (a)         |
| février 1966                     |                                       | José Gil Borges (a)                       |
| septembre 1949                   |                                       | José Manuel Ferrer (ca)                   |